# Chanaka Pir Husejna

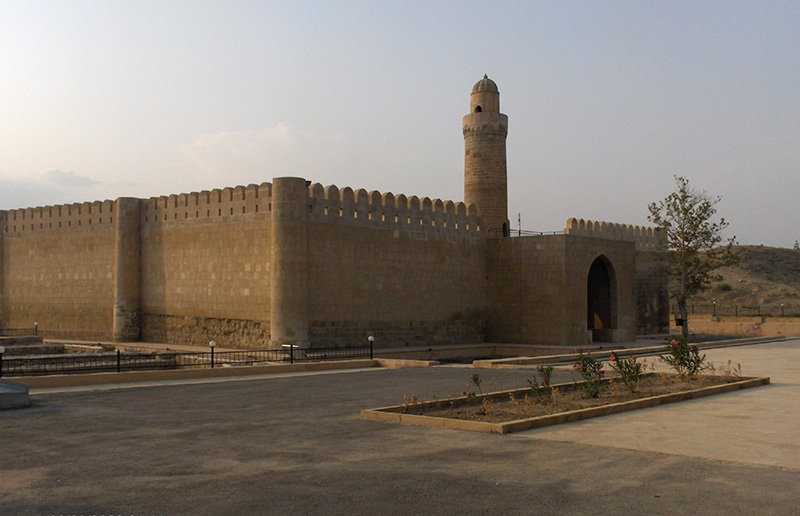
Chanaka Pir Husejna

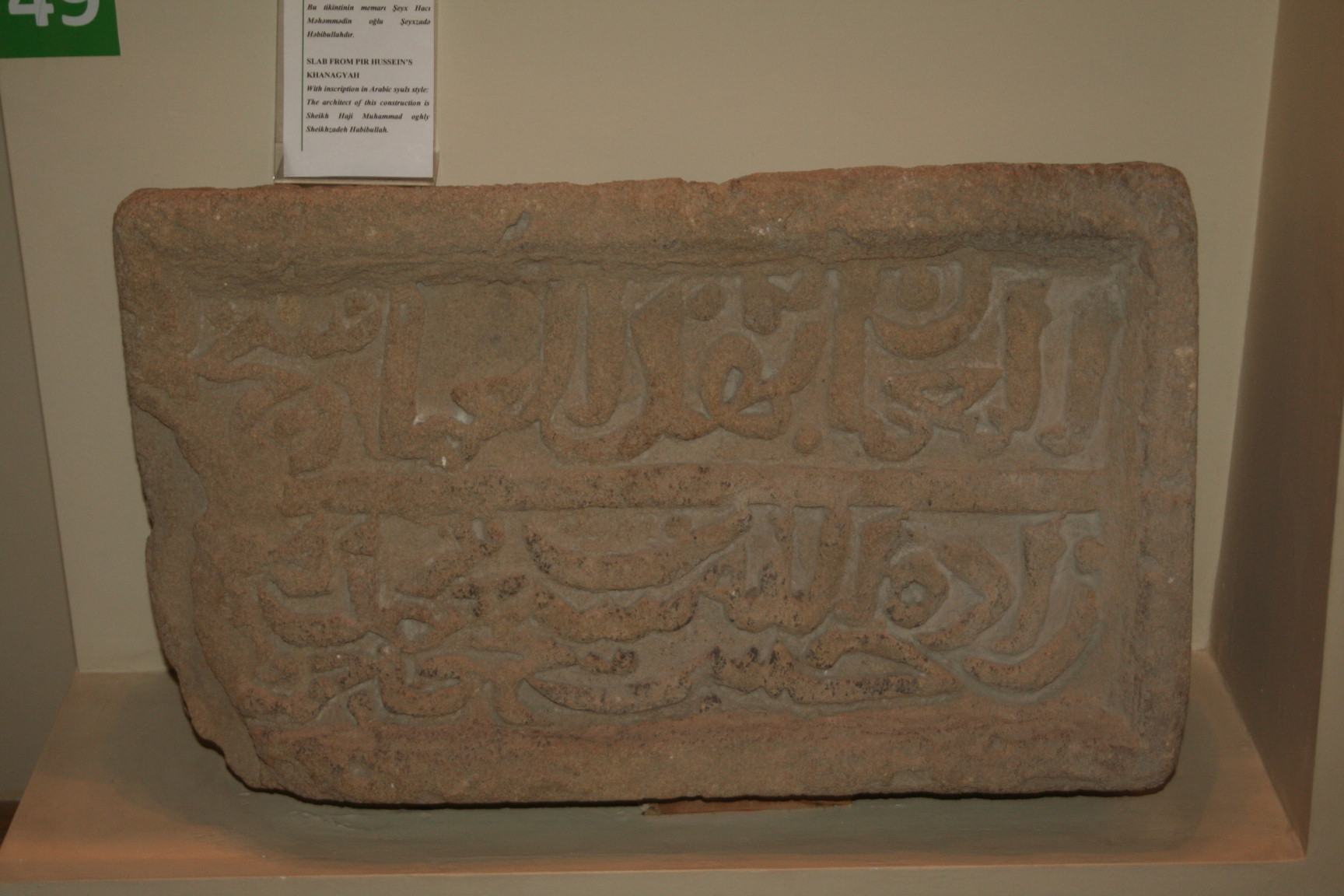
Kitab z nazwiskiem architekta kompleksu

Chanaka Pir Husejna (azer. Pir Hüseyn xanəgahı) – kompleks historyczno-architektoniczny znajdujący się we wsi Navahı w rejonie Hacıqabul nad rzeką Pirsaatçay, 127 km na południowy zachód od Baku. Znajduje się tam częściowo zrekonstruowana chanaka szejcha Szyrwanu Pir Husejna wraz z jego mauzoleum.

## Historia
Szejch Szyrwanu Husejn, młodszy brat znanego sufijskiego poety i filozofa Muhammada Bakuwiego, uważany był za człowieka mądrego i silnie wierzącego. Dzięki temu zdobył tytuł pir, który w języku azerskim oznacza słowa mądry starzec, senior, założyciel gminy religijnej, czyli człowiek posiadający zdolność wspomagania ludzi, udzielania im mądrości, wiedzy, potrafiący leczyć duszę i ciało. Ten muzułmański mistrz duchowy sufi mieszkał tu wraz z uczniami, przybywali tu też derwisze. Niegdyś w rejonie Szyrwanu takich miejsc było około 400, na ogół niewielkich. Chanaka Pir Husejna wyróżnia się jednak rozmiarami i architekturą i do dziś jest miejscem kultu, do którego przybywają pielgrzymki z całego kraju.
Większość zabudowań pochodzi z XII-XIV wieku, ale była ona przebudowywana w następnych stuleciach. Kiedy w 1318 roku chanakę odwiedził Özbeg – chan Złotej Ordy – jak informuje kronikarz Wassaf, przywiózł bogate dary (w tym sztabki złota i cenne futra), zaś jego emirowie nakazali zwrócić mieszkańcom zagrabiony przez wojsko dobytek.

## Architektura
Zabudowania chanaki zgrupowane są wokół obszernego dziedzińca i otoczone solidnymi murami obronnymi w formie nieregularnego czworokąta z występami półbaszt. Do meczetu przylegają niewielkie pomieszczenia, m.in. otoczony czcią grobowiec Pir Husejna oraz minaret. Poza murami znajduje się przykryty kamiennym dachem karawanseraj z kamiennymi stajniami. Minaret jest charakterystyczny dla architektury regionu Szyrwan. Platforma dla muezzina podparta jest stalaktytowym gzymsem. Wiadomo, iż budowniczym jego był niejaki Mahmud, syn Maksuda i powstał on w 1256. Z kolei przestronny meczet zbudowany został z precyzyjnie ociosanych płyt kamiennych i nakryty strzelistym stropem. Szczególnie cenny jest znajdujący się w południowym murze meczetu mihrab – bogato ozdobiony rzeźbami, inkrustacjami i napisami arabskimi. Prostokątne obramowania mihrabu i powierzchnia pokryte są kaligraficznymi cytatami z Koranu wykonanymi w arabskim piśmie kufickim a także ozdobione ornamentami roślinnymi inkrustowanymi kamieniami półszlachetnymi. Meczet połączony jest ciasnym i ciemnym korytarzem z niewielkim grobowcem Pir Husejna, oświetlonym jedynym oknem w murze zachodnim. Ściany grobowca, nagrobek w jego centrum i sklepienie łukowe korytarza niegdyś były pokryte płytkami ceramicznymi z wizerunkami ośmioramiennych gwiazd. Owe glazurowane płytki ceramiczne, uważane za jedne z najlepszych na całym Bliskim Wschodzie, zostały wywiezione do Petersburga i obecnie znajdują się w Ermitażu.